# Song Gaozong
Song Qaozong (zijn persoonlijke naam was Zhao Gou) (1107 - 1187) was keizer van de Chinese Song-dynastie (960-1279). Hij was de eerste keizer van de Zuidelijke Song nadat de Noordelijke Song door de Jin werden verslagen en regeerde van 1127 tot 1162.